# 小魮脂鯉
小魮脂鯉（学名：Hyphessobrycon minor）為輻鰭魚綱脂鯉目脂鯉亞目脂鯉科的其中一個種，為熱帶淡水魚，分布於南美洲埃塞奎博河流域，體長可達3.1公分，棲息在底中層水域，生活習性不明，可作為觀賞魚。
其种加词“minor”意为“较小的”。